# Heterolaophonte furcata
Heterolaophonte furcata är en kräftdjursart som beskrevs av Noodt 1955. Heterolaophonte furcata ingår i släktet Heterolaophonte och familjen Laophontidae. Inga underarter finns listade i Catalogue of Life.